# Macronectes tinae
Macronectes tinae (лат.) — вымерший вид гигантских буревестников, обитавший в Новой Зеландии в эпоху плиоцен, 3,36 — 3,06 млн лет назад. Хотя вид точно принадлежит роду Macronectes, он не был таким же крупным и массивным, как современные виды, вероятно, по причине происхождения рода от мелких форм, либо в связи с тёплым климатом в местах обитания. Как и современные гигантские буревестники, Macronectes tinae охотился и питался падалью, поедая трупы тюленей и пингвинов, а также птенцов других морских птиц.

## Открытие и этимология
Кости Macronectes tinae были найдены в морских отложениях плиоценовой формации Tangahoe, расположенной в прибрежном бассейне Вангануи на острове Северный, Новая Зеландия. Голотип (череп) и паратип (плечевая кость) хранятся в Национальном музее Те-Папа-Тонгарева. Слияние отдельных элементов позволяет предположить, что оба образца принадлежали взрослым особям, но ввиду расстояния между ними маловероятно, что они принадлежали одной и той же особи. 
Череп, ставший типовым образцом, был любимой окаменелостью Тины Кинг — партнёра коллекционера окаменелостей Аластера Джонсона. По этой причине вид назвали в её честь.

## Описание
У черепа M. tinae есть характерный выпуклый кончик клюва, как и у современных видов гигантских буревестников, а также пропорционально укороченное носовое отверстие.
Хотя носовое отверстие M. tinae меньше, чем у других буревестников, оно пропорционально больше, чем у двух современных видов. Надзатылочная кость меньше, лишь от половину до двух третей от толщины аналогичной кости любых современных видов. Однако неясно, насколько этот признак надёжен, поскольку он может быть и результатом посмертной деформации. Этим же может объясняться более выраженный поперечный затылочный гребешок.

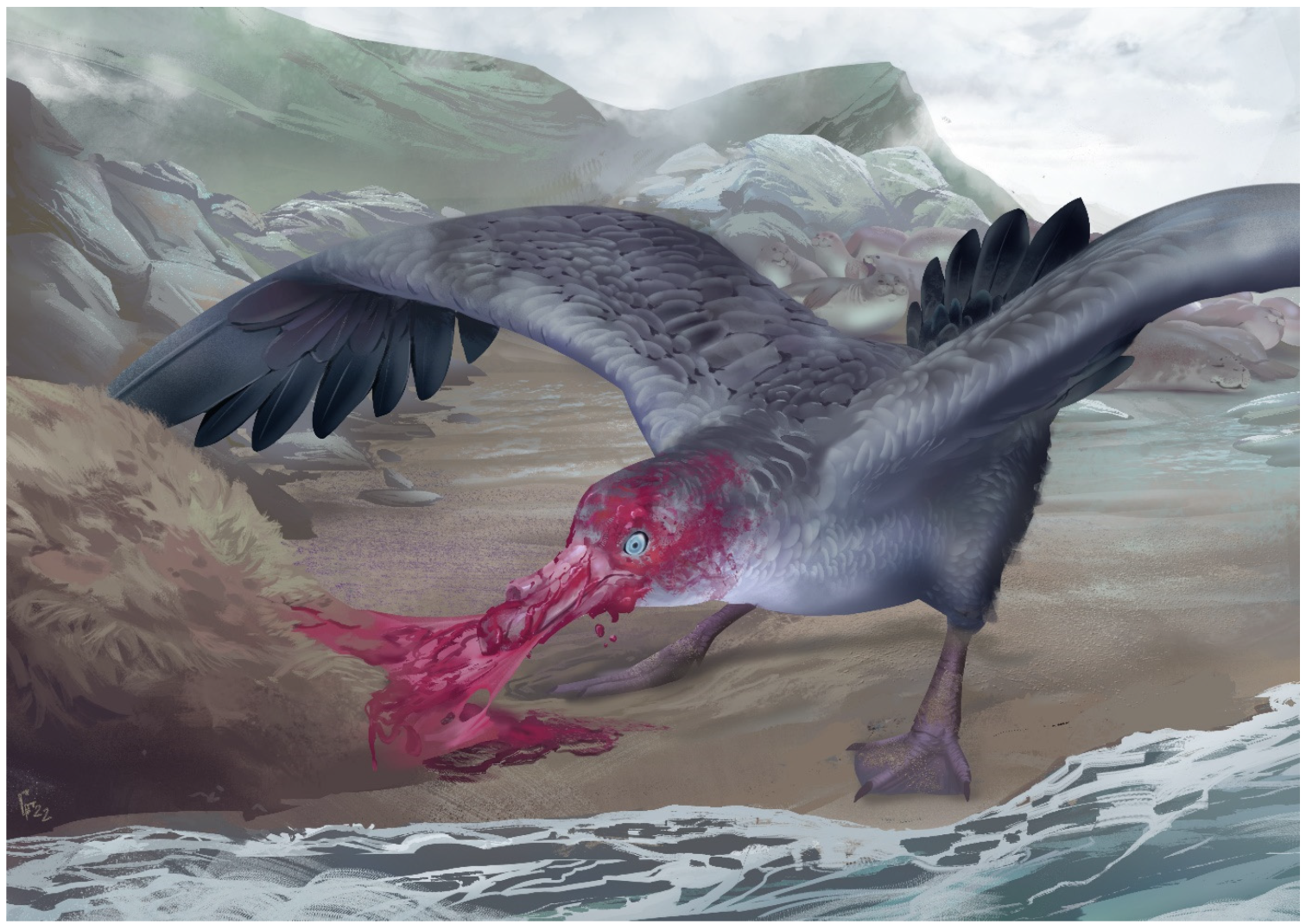
Macronectes tinae поедает тушу. Тёмная окраска учитывает то, что у современных буревестников, обитающих в тёплых регионах, перья обычно тёмные.

Плечевая кость как у мелких особей Macronectes, пропорционально менее массивная и более тонкая. Все мыщелки, несмотря на изношенность в окаменелостях, напоминают таковые у современных буревестников. Однако вентральный надмыщелок, видимо, развит лучше, чем у современных видов, и может дистально простираться дальше. Такая особенность тоже может быть результатом посмертной деформации. Тем не менее, тот факт, что надмыщелок лучше выражен, наблюдается и у всех других представителей подсемейства Fulmarinae, за исключением двух ныне живущих видов Macronectes. Другое отличие M. tinae от современных гигантских буревестников можно найти в форме центральной плечевой ямки. У ископаемого вида она вытянутая, почти веретенообразная, примерно как у некоторых особей Thalassoica, в то время как у современных гигантских буревестников эта ямка более округлая, подобно большинству других Fulmarinae.
В целом у M. tinae схожая, но более грациозная анатомия по сравнению с современными южным и северным гигантскими буревестниками. Это означает, что M. tinae был не только меньше, но и не таким громоздким.

## Палеобиология
Из схожей морфологии и относительно молодого возраста делается предположение, что Macronectes tinae вёл схожий образ жизни с современными гигантскими буревестниками. Причина менее массивного телосложения M. tinae может быть двойной. Во-первых, это отражает тот факт, что гигантские буревестники произошли от гораздо более мелких птиц, поскольку все ближайшие родственники этого рода намного меньше, чем виды Macronectes. Кроме того, разница в размерах может быть связана с тем, что M. tinae обитал в более тёплых водах, чем современные виды. Последняя версия, однако, недостаточно убедительная, поскольку гигантские буревестники совершают путешествия в более тёплые воды, особенно молодые особи.
Сегодня гигантские буревестники охотятся и питаются падалью: поедают туши, найденные у колоний тюленей или пингвинов, питаются птенцами других морских птиц или охотятся на различных обитателей моря, включая рыбу и головоногих моллюсков. В поисках пищи M. tinae должны были взаимодействовать с фауной формации Tangahoe, где также найдены тюлень-монах Eomonachus belegaerensis, пингвин Eudyptes atatu, неописанный вид Pelagornithidae, альбатрос Aldiomedes angustirostris и два более мелких вида буревестникообразных.